# Syntrechalea reimoseri
Espèce
Synonymes
- Trechalea reimoseri Caporiacco, 1947

Syntrechalea reimoseri est une espèce d'araignées aranéomorphes de la famille des Trechaleidae.

## Distribution
Cette espèce se rencontre en Équateur, au Pérou, au Brésil et au Guyana.

## Description
La carapace de la femelle décrite par Carico en 2008 mesure 2,8 mm de long sur 2,8 mm de large et l'abdomen 4,7 mm de long.
Le mâle décrit par Silva et Lise en 2009 mesure 7,48 mm, sa carapace 2,88 mm de long sur 2,63 mm de large et l'abdomen 4,53 mm de long.

## Étymologie
Cette espèce est nommée en l'honneur d'Eduard Reimoser.

## Publication originale
- Caporiacco, 1947 : Diagnosi preliminari de specie nuove di aracnidi della Guiana Brittanica raccolte dai professori Beccari e Romiti. Monitore Zoologico Italiano, vol. 56, p. 20-34.